# Resolució 412 del Consell de Seguretat de les Nacions Unides
La Resolució 412 del Consell de Seguretat de les Nacions Unides, aprovada el 7 de juliol de 1977 després d'examinar l'aplicació de Djibuti per esdevenir membre de les Nacions Unides, el Consell va recomanar a l'Assemblea general que Djibuti fos admès.